# Rose Hall (plantagehuis)
Rose Hall Great House is een landhuis op een voormalige plantage in Saint James in het noordwesten van Jamaica, niet ver van Montego Bay. Het huis kijkt uit over zee en is gebouwd in Jamaicaanse georgiaanse architectuur op een lage heuvel in een suikerrietplantage rond 1770. Rose Hall behoort tot de bekendste en fraaiste plantagehuizen op Jamaica.
Het in verval geraakte huis is in in de jaren zestig van de twintigste eeuw geheel in oude stijl gerestaureerd. Het is sindsdien een museum.
Volgens een legende zou de geest van een zekere Annie Palmer in het huis rondwaren. Zij zou in het verleden in het huis gewoond hebben en drie echtgenotes hebben vermoord plus een aantal slaven.